# Иванова, Людмила Георгиевна (певица)
Людми́ла Гео́ргиевна Ивано́ва ― советская и российская оперная певица, Заслуженная артистка Российской Федерации (1992), Народная артистка Российской Федерации (2003), Заслуженный деятель музыкального искусства, солистка Московской государственной академической филармонии, Профессор кафедры сольного пения № 1 Российской Академии музыки им. Гнесиных.

## Биография
Родилась в 1950 году.
Окончила Московскую государственную консерваторию имени П. И. Чайковского в 1979 году. Занималась в классе педагога В. Ф. Рождественской. С 1980 по 1984 год служила солисткой Московской областной филармонии.
В 1984 году поступила в аспирантуру Московской консерватории, где училась под руководством выдающейся оперной певицы, Народной артистки СССР Ирины Константиновны Архиповой.
Окончив аспирантуру, с 1984 по 2006 год Иванова служила солисткой Московской государственной академической филармонии. В 2002 году певица начала преподавать в Государственном музыкальном колледже имени Гнесиных. В 2005 году стала заведующей вокальным отделом этого колледжа. В 2012 году Людмила Иванова была приглашена в качестве доцента на кафедру сольного пения Российской академии музыки имени Гнесиных.
Среди её учеников Лауреаты многочисленных престижных конкурсов вокалистов: Ларикова Людмила, Лали Хабалова, Мария Городецкая, Полина Панина, Николай Гетман, Михаил Оденцов, Данил Литвинов.
Иванова регулярно участвует в качестве председателя и члена жюри многих вокальных конкурсов: Международного конкурса имени А. П. Иванова, Международного фестиваля-конкурса детского и юношеского творчества «Роза ветров» и др.
Людмила Иванова является лауреатом ряда конкурсов: Всесоюзного конкурса вокалистов имени Михаила Глинки (Первая премия, 1981 год), лауреат Международного конкурса мастеров «Bel canto» в Брюсселе (Бельгия) (Первая премия, 1983 год).
За большой вклад в развитии российского оперного искусства Людмила Георгиевна Иванова была удостоена почётных званий Заслуженная артистка Российской Федерации в 1992 году и Народная артистка Российской Федерации в 2003 году.

## Публикации
- «Без музыки жизнь была бы ошибкой» // Музыка в информационном пространстве культуры третьего тысячелетия: проблемы, мнения, перспективы. Сб. науч. тр. Вып. VII. — М.: РГСУ, 2013. С. 99-104;
- «Опера сегодня: традиции и новации» // Музыка в информационном пространстве культуры третьего тысячелетия: проблемы, мнения, перспективы. Сб. науч. тр. Вып. IX. — М.: РГСУ, 2014. С. 80-92;
- «Творческий путь великой русской певицы И. К. Архиповой (К 90-летию со дня рождения)» Сб. статей. // Вопросы вокального образования. М., 2015. С. 210—217.
- «Я не пристрастен к слову… (К 100-летию со дня рождения Г. В. Свиридова)» // Вопросы вокального образования. Сб. статей. М., 2016. С. 116—126.
- «Русская народная песня в творчестве П. И. Чайковского (К 175-летию со дня рождения П. И. Чайковского» // Вопросы вокального образования. Сб. статей. М., 2016. С. 103—109.
- Оперное творчество Д. Д. Шостаковича // Перспективы развития вокального образования. Сб. статей. М., 2017. С. 170—178.Иванова Л.Г. — академик Международной академии творчества, член президиума Международного Союза Музыкальных деятелей. В октябре 2016 года Л. Г. Ивановой присвоено звание «Заслуженный деятель музыкального искусства».

## Звукозаписи
- Игорь Стравинский. «Свадебка» (CD, 1989)
- Антонио Вивальди. Stabat mater (1996)
- Александр Скрябин. Симфония № 1 (соло альта)
- Людвиг Бетховен. Симфония № 9 (соло альта)
- Давид Кривицкий. «Любовная кантата»
- Романсы в художественном фильме «Я внемлю страждущей душой» (1989)